# Jessie Wood
Jessie Wood (født 17. marts 1997) er en kvindelig australsk håndboldspiller. Hun spiller i UTS Handball Club og på Australiens håndboldlandshold, som venstre fløj. Hun repræsenterede Australien, under VM 2019 i Japan.